# زفيكا هدار
زفيكا هدار (بالعبرية: צביקה הדר‏) (و. 1966 – م) هو مذيع، وممثل، ومذيع من إسرائيل . ولد في بئر السبع .

## روابط خارجية
- زفيكا هدار على موقع IMDb (الإنجليزية)
- زفيكا هدار على موقع ألو سيني (الفرنسية)
- زفيكا هدار على موقع ميوزك برينز (الإنجليزية)
- زفيكا هدار على موقع أول موفي (الإنجليزية)
- زفيكا هدار على موقع ديسكوغز (الإنجليزية)
- زفيكا هدار على موقع كينوبويسك (الروسية)